# George Selgin
George A. Selgin, nascut el 1957, és un professor d'economia al Terry College of Business de la Universitat de Geòrgia i degà del Cato Institute a Washington DC.
Les principals àrees d'investigació de George Selgin es basen en la  teoria monetària,  teoria bancària i macroeconomia. A més, és un dels cofundadors de l'escola moderna de la banca lliure, que es basa en les teories de Friedrich Hayek per advocar per la desnacionalització dels diners i la lliure elecció de moneda.
Els defensors de la banca lliure sostenen que les crisi financera si els  cicles econòmics es deuen en gran part a la interferència dels governs i dels  bancs centrals en els acords monetaris dels ciutadans.